# Speedway Ekstraliga (2011)
Ekstraliga żużlowa 2011 – dwunasty, od czasu uruchomienia Ekstraligi i 64. w historii, sezon rozgrywek najwyższego szczebla o drużynowe mistrzostwo Polski na żużlu. Tytułu mistrza Polski z sezonu 2010 broniła drużyna Unii Leszno. Do ekstraligi powróciła Stal Rzeszów.

## Zespoły
Kluby Speedway Ekstraligi 2011
| Klub                      | Poprzedni sezon |
| ------------------------- | --------------- |
| Unia Leszno               | 1. miejsce      |
| Falubaz Zielona Góra      | 2. miejsce      |
| Unibax Toruń              | 3. miejsce      |
| Betard WTS Wrocław        | 4. miejsce      |
| Unia Tarnów               | 5. miejsce      |
| Caelum Stal Gorzów        | 6. miejsce      |
| CKM Włókniarz Częstochowa | 7. miejsce      |
| PGE Marma Rzeszów         | Beniaminek      |

## Runda zasadnicza

### Terminarz[1]
| → GOŚCIE → ↓ GOSPODARZE ↓    | Wrocław | Rzeszów | Zielona Góra | Leszno | Częstochowa | Toruń | Gorzów | Tarnów |
| Betard Sparta Wrocław        | ×       | 45:45   | 34:55        | 35:55  | 55:35       | 44:46 | 48:42  | 59:31  |
| PGE Marma Rzeszów            | 51:38   | ×       | 39:51        | 41:19  | 49:41       | 44:46 | 50:39  | 50:40  |
| Stelmet Falubaz Zielona Góra | 53:37   | 45:45   | ×            | 54:35  | 49:41       | 50:40 | 50:40  | 55:35  |
| Unia Leszno                  | 51:39   | 56:31   | 46:44        | ×      | 60:30       | 45:45 | 50:40  | 51:39  |
| CKM Włókniarz Częstochowa    | 48:42   | 47:43   | 32:58        | 43:46  | ×           | 44:46 | 46:44  | 51:38  |
| Unibax Toruń                 | 51:39   | 50:40   | 51:39        | 50:40  | 52:38       | ×     | 50:40  | 56:34  |
| Caelum Stal Gorzów           | 49:41   | 51:39   | 56:33        | 57:33  | 48:42       | 52:38 | ×      | 51:39  |
| Tauron Azoty Tarnów          | 27:39   | 55:35   | 40:50        | 49:41  | 56:34       | 42:47 | 41:49  | ×      |

### Tabela
| Poz. | Drużyna                          | M  | Z  | R | P  | B | Pkt | +/-  | Kwalifikacja lub spadek |
| ---- | -------------------------------- | -- | -- | - | -- | - | --- | ---- | ----------------------- |
| 1    | Unibax Toruń                     | 14 | 11 | 1 | 2  | 6 | 29  | +77  | Awans do Play-off       |
| 2    | Stelmet Falubaz Zielona Góra (M) | 14 | 10 | 1 | 3  | 5 | 26  | +115 | Awans do Play-off       |
| 3    | Caelum Stal Gorzów               | 14 | 8  | 0 | 6  | 7 | 23  | +58  | Awans do Play-off       |
| 4    | Unia Leszno                      | 14 | 9  | 1 | 4  | 4 | 23  | +61  | Awans do Play-off       |
| 5    | PGE Marma Rzeszów                | 14 | 4  | 2 | 8  | 2 | 12  | −51  | Awans do Play-off       |
| 6    | Betard Sparta Wrocław            | 14 | 4  | 1 | 9  | 2 | 11  | −44  | Awans do Play-off       |
| 7    | Tauron Azoty Tarnów              | 14 | 3  | 0 | 11 | 2 | 8   | −102 |                         |
| 8    | Włókniarz Częstochowa            | 14 | 4  | 0 | 10 | 0 | 8   | −114 | Baraż o utrzymanie      |

1. 1 2  Punkty w meczach bezpośrednich: Gorzów: 3, Leszno: 2.
2. 1 2  Punkty w meczach bezpośrednich: Tarnów: 3, Częstochowa: 2.

## Play-off

### Ćwierćfinały
| Ćwierćfinał Miejsca 1-6 |        | Unibax Toruń 1. miejsce po rundzie zasadniczej                 | 98:32     | Betard Sparta Wrocław 6. miejsce po rundzie zasadniczej |
| ----------------------- | ------ | -------------------------------------------------------------- | --------- | ------------------------------------------------------- |
| Ćwierćfinał Miejsca 1-6 | 14 sie | Betard Sparta Wrocław                                          | 32:58     | Unibax Toruń                                            |
| Ćwierćfinał Miejsca 1-6 | 21 sie | Unibax Toruń                                                   | 40:0 (wo) | Betard Sparta Wrocław                                   |
| Ćwierćfinał Miejsca 1-6 |        | Stelmet Falubaz Zielona Góra 2. miejsce po rundzie zasadniczej | 119:61    | PGE Marma Rzeszów 5. miejsce po rundzie zasadniczej     |
| Ćwierćfinał Miejsca 1-6 | 7 sie  | PGE Marma Rzeszów                                              | 31:59     | Stelmet Falubaz Zielona Góra                            |
| Ćwierćfinał Miejsca 1-6 | 14 sie | Stelmet Falubaz Zielona Góra                                   | 60:30     | PGE Marma Rzeszów                                       |
| Ćwierćfinał Miejsca 1-6 |        | Caelum Stal Gorzów 3. miejsce po rundzie zasadniczej           | 107:72    | Unia Leszno 4. miejsce po rundzie zasadniczej           |
| Ćwierćfinał Miejsca 1-6 | 14 sie | Unia Leszno                                                    | 39:51     | Caelum Stal Gorzów                                      |
| Ćwierćfinał Miejsca 1-6 | 21 sie | Caelum Stal Gorzów                                             | 56:33     | Unia Leszno                                             |

### Półfinały
| Półfinał Miejsca 1-4 |        | Unibax Toruń 1. miejsce po rundzie zasadniczej                 | 85:94 | Unia Leszno 4. miejsce po rundzie zasadniczej        |
| -------------------- | ------ | -------------------------------------------------------------- | ----- | ---------------------------------------------------- |
| Półfinał Miejsca 1-4 | 11 wrz | Unia Leszno                                                    | 53:36 | Unibax Toruń                                         |
| Półfinał Miejsca 1-4 | 18 wrz | Unibax Toruń                                                   | 49:41 | Unia Leszno                                          |
| Półfinał Miejsca 1-4 |        | Stelmet Falubaz Zielona Góra 2. miejsce po rundzie zasadniczej | 73:63 | Caelum Stal Gorzów 3. miejsce po rundzie zasadniczej |
| Półfinał Miejsca 1-4 | 11 wrz | Caleum Stal Gorzów                                             | 27:19 | Stelmet Falubaz Zielona Góra                         |
| Półfinał Miejsca 1-4 | 21 wrz | Stelmet Falubaz Zielona Góra                                   | 54:36 | Caleum Stal Gorzów                                   |

### Finał
| Finał Miejsca 1-2 |        | Unia Leszno 4. miejsce po rundzie zasadniczej | 85:95 | Stelmet Falubaz Zielona Góra 2. miejsce po rundzie zasadniczej |
| ----------------- | ------ | --------------------------------------------- | ----- | -------------------------------------------------------------- |
| Finał Miejsca 1-2 | 25 wrz | Unia Leszno                                   | 47:43 | Stelmet Falubaz Zielona Góra                                   |
| Finał Miejsca 1-2 | 2 paź  | Stelmet Falubaz Zielona Góra                  | 52:38 | Unia Leszno                                                    |

### Mecz o trzecie miejsce
| Miejsca 3-4 |        | Caelum Stal Gorzów 3. miejsce po rundzie zasadniczej | 100:80 | Unibax Toruń 1. miejsce po rundzie zasadniczej |
| ----------- | ------ | ---------------------------------------------------- | ------ | ---------------------------------------------- |
| Miejsca 3-4 | 25 wrz | Caleum Stal Gorzów                                   | 60:30  | Unibax Toruń                                   |
| Miejsca 3-4 | 2 paź  | Unibax Toruń                                         | 50:40  | Caleum Stal Gorzów                             |